# Aurelio Gonzales-Vigil
Aurelio Gonzales-Vigil (Lima, 1 de marzo de 1996) es un futbolista peruano. Juega como delantero y su equipo actual es Cultural Santa Rosa que participa en la Liga 2. Es hermano del exfutbolista Juan Diego Gonzales-Vigil

## Estadísticas
Datos actualizados hasta el 1 de marzo de 2020.
| Club              | Temporada | Liga  | Liga  | Liga   | Copa Nacional | Copa Nacional | Copa Nacional | Torneos Internacionales | Torneos Internacionales | Torneos Internacionales | Total | Total | Total  |
| Club              | Temporada | Part. | Goles | Asist. | Part.         | Goles         | Asist.        | Part.                   | Goles                   | Asist.                  | Part. | Goles | Asist. |
| ----------------- | --------- | ----- | ----- | ------ | ------------- | ------------- | ------------- | ----------------------- | ----------------------- | ----------------------- | ----- | ----- | ------ |
| FBC Melgar Perú   | 2014      | 0     | 0     | 0      | 1             | 0             | 0             | -                       | -                       | -                       | 1     | 0     | 0      |
| FBC Melgar Perú   | 2015      | 5     | 2     | 0      | 0             | 0             | 0             | 1                       | 0                       | 0                       | 6     | 2     | 0      |
| FBC Melgar Perú   | 2016      | 17    | 2     | 2      | -             | -             | -             | 0                       | 0                       | 0                       | 17    | 2     | 2      |
| FBC Melgar Perú   | Total     | 22    | 4     | 2      | 1             | 0             | 0             | 1                       | 0                       | 0                       | 24    | 4     | 2      |
| Alianza Lima Perú | 2017      | 5     | 0     | 1      | -             | -             | -             | 0                       | 0                       | 0                       | 5     | 0     | 1      |
| Alianza Lima Perú | Total     | 5     | 0     | 1      | 0             | 0             | 0             | 0                       | 0                       | 0                       | 5     | 0     | 1      |
| Ayacucho FC Perú  | 2017      | 12    | 4     | 2      | -             | -             | -             | -                       | -                       | -                       | 12    | 4     | 2      |
| Ayacucho FC Perú  | 2018      | 21    | 2     | 1      | -             | -             | -             | -                       | -                       | -                       | 21    | 2     | 1      |
| Ayacucho FC Perú  | Total     | 33    | 6     | 3      | 0             | 0             | 0             | 0                       | 0                       | 0                       | 33    | 6     | 3      |
| Unión Huaral Perú | 2019      | 21    | 3     | 1      | 2             | 0             | 0             | -                       | -                       | -                       | 23    | 3     | 1      |
| Unión Huaral Perú | Total     | 21    | 3     | 1      | 2             | 0             | 0             | 0                       | 0                       | 0                       | 23    | 3     | 1      |
| Carlos Stein Perú | 2020      | 15    | 2     | 0      | -             | -             | -             | -                       | -                       | -                       | 15    | 2     | 0      |
| Carlos Stein Perú | Total     | 15    | 2     | 0      | 0             | 0             | 0             | 0                       | 0                       | 0                       | 15    | 2     | 0      |
| Santa Rosa Perú   | 2021      | 0     | 0     | 0      | 0             | 0             | 0             | -                       | -                       | -                       | 0     | 0     | 0      |
| Santa Rosa Perú   | Total     | 0     | 0     | 0      | 0             | 0             | 0             | 0                       | 0                       | 0                       | 0     | 0     | 0      |
| Total             | Total     | 96    | 15    | 7      | 3             | 0             | 0             | 1                       | 0                       | 0                       | 100   | 15    | 7      |

## Palmarés
| Título                        | Club         | País | Año  |
| ----------------------------- | ------------ | ---- | ---- |
| Torneo de Promoción y Reserva | FBC Melgar   | Perú | 2014 |
| Torneo Clausura               | FBC Melgar   | Perú | 2015 |
| Primera División del Perú     | FBC Melgar   | Perú | 2015 |
| Torneo Apertura               | Alianza Lima | Perú | 2017 |
| Primera División del Perú     | Alianza Lima | Perú | 2017 |